# العباس بن الحسين الشيرازي
العباس بن الحسين الشيرازي (303هـ - 362هـ )، كاتب معز الدولة ناب في الوزارة عن المهلبي وتزوج بابنته ثم كتب لعز الدولة ثم وزر له سنة سبع وخمسين ثم عمل وزارة المطيع.
ترجم له المؤرخ خير الدين الزركلي في كتابه الأعلام قائلًا:
«العباس بن الحسين الشيرازي ، أبو الفضل : وزير. ولد بشيراز ، ودخل بغداد مع معز الدولة البويهي. وكان كاتبا له. ثم ناب في الوزارة عن المهلبي ، وكان ظلوما غشوما.».
ترجم له المؤرخ شمس الدين الذهبي في كتابه سير أعلام النبلاء قائلاً: «الوزير أبو الفضل العباس بن الحسين الشيرازي كاتب معز الدولة ناب في الوزارة عن المهلبي وتزوج بابنته ثم كتب لعز الدولة ثم وزر له سنة سبع وخمسين ثم عمل وزارة المطيع فبقي على وزارتهما ثلاثة أشهر ثم أمسك ثم أعيد إلى الوزارة سنة ستين وعزل سنة اثنتين وستين وثلاث مائة ثم نكب وحمل إلى الكوفة فمات برمي الدم بعد مديدة وماتت زوجته ابنة المهلبي في الاعتقال، وكان ظالما عسوفا مجاهرا بالقبائح، عاش ستين سنة.».